# Senat de l'Imperi Romà
El Senat de l'Imperi Romà va ser una institució política de l'antic Imperi Romà. Després de la caiguda de la República Romana, el centre de poder passà del Senat a l'emperador. Ja des del regnat del primer emperador, August, l'emperador i el senat eren tècnicament dos poders situats al mateix nivell. Tanmateix, a la pràctica, l'autoritat del senat imperial era negligible i l'emperador era l'autèntic centre de poder de l'Estat. Així doncs, les persones que intentaven formar part del Senat no ho feien per aconseguir autoritat real, sinó per prestigi i una bona posició social. Durant els regnats dels primers emperadors, les competències legislatives, judicials i electorals dels comicis romans es van transferir al Senat. Tanmateix, com que l'emperador mantenia un control absolut sobre el Senat, aquest no era més que un instrument a través del qual l'emperador exercia els seus poders de manera autocràtica.
Conjuntament amb els cònsols, el senat exercia a partir del segle i una jurisdicció penal, funció que abans havia tingut en casos excepcionals. La disminució dels poders de les antigues magistratures va augmentar el seu prestigi com a representant supervivent de l'antiga República, i teòricament era l'únic control constitucional davant del poder de l'emperador. Quan moria o es deposava un emperador, el principat deixava d'existir momentàniament, i eren els cònsols i el senat els que recollien el seu poder. Constitucionalment d'ells sorgia la proposta de nomenar un successor.